# 東口本宮冨士浅間神社
東口本宮冨士浅間神社（ひがしぐちほんぐうふじせんげんじんじゃ）は、静岡県駿東郡小山町須走にある神社。旧社格は県社。
全国にある浅間神社の一社。富士山須走口登山道の起点に鎮座する。登記上の宗教法人名称は冨士浅間神社（ふじせんげんじんじゃ）で、須走浅間神社（すばしりせんげんじんじゃ）とも称される。
平成25年（2013年）、富士山が世界文化遺産「富士山-信仰の対象と芸術の源泉」として登録された際、構成資産の1つとして世界文化遺産に登録されている。登録名称は「冨士浅間神社」である。

## 祭神
- 木花咲耶姫命
- 大己貴命
- 彦火火出見命

## 歴史
平安時代初頭・延暦21年（802年）、富士山東麓が噴火をしたため、須走に斎場を設け祭事を行い鎮火の祈願を行った。それにより同年四月初申の日に噴火が収まったため、大同2年（807年）に鎮火祭の跡地に、報賽のため社殿を造営したと伝えられている。
江戸時代には東口登山道＝須走口登山道の本宮として、駿河国と甲斐国を結ぶ交通の要所であった須走村（現・駿東郡小山町須走）の宿場町とともに栄えた。また、浅間神社神主の下に編成された須走村の御師は小田原藩及び京都の吉田家の庇護を受け、その活動は関東一円に広がった。特に宝永大噴火によって須走村がほぼ全焼全壊し、農業が壊滅的な打撃を受けると御師などの富士登山関連に依拠する側面が強まり、これを統制するために寛延2年（1749年）に浅間神社の神主と小田原藩の主導で既存御師12名と御師活動を行う有力百姓5名の計17名で御師株が結成され、彼らのみが御師として神職待遇を受ける事が認められた。
明治維新後の国家神道の時代には、当初は村社の社格が定められたが、明治19年（1887年）に県社に昇格した。
平成19年（2007年）、御鎮座1200年の佳節を迎え、記念事業の一環として社務所2階には富士講や社宝等を展示する記念資料館が併設された。
平成25年（2013年）、富士山がユネスコの世界文化遺産に登録された際には、構成資産の1つとして登録された。合わせて、須走口登山道も別に構成資産として登録された。

## 境内

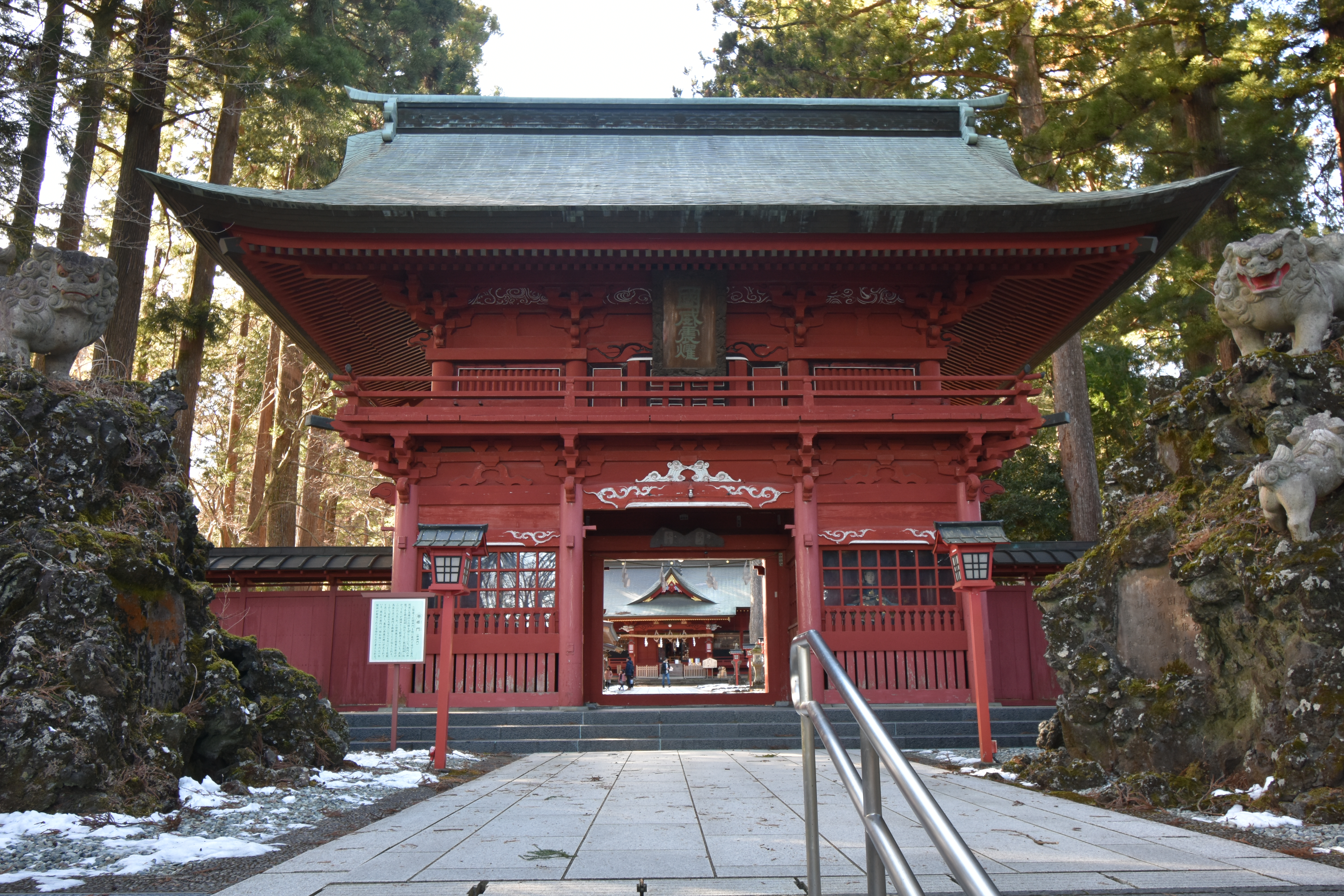
随神門
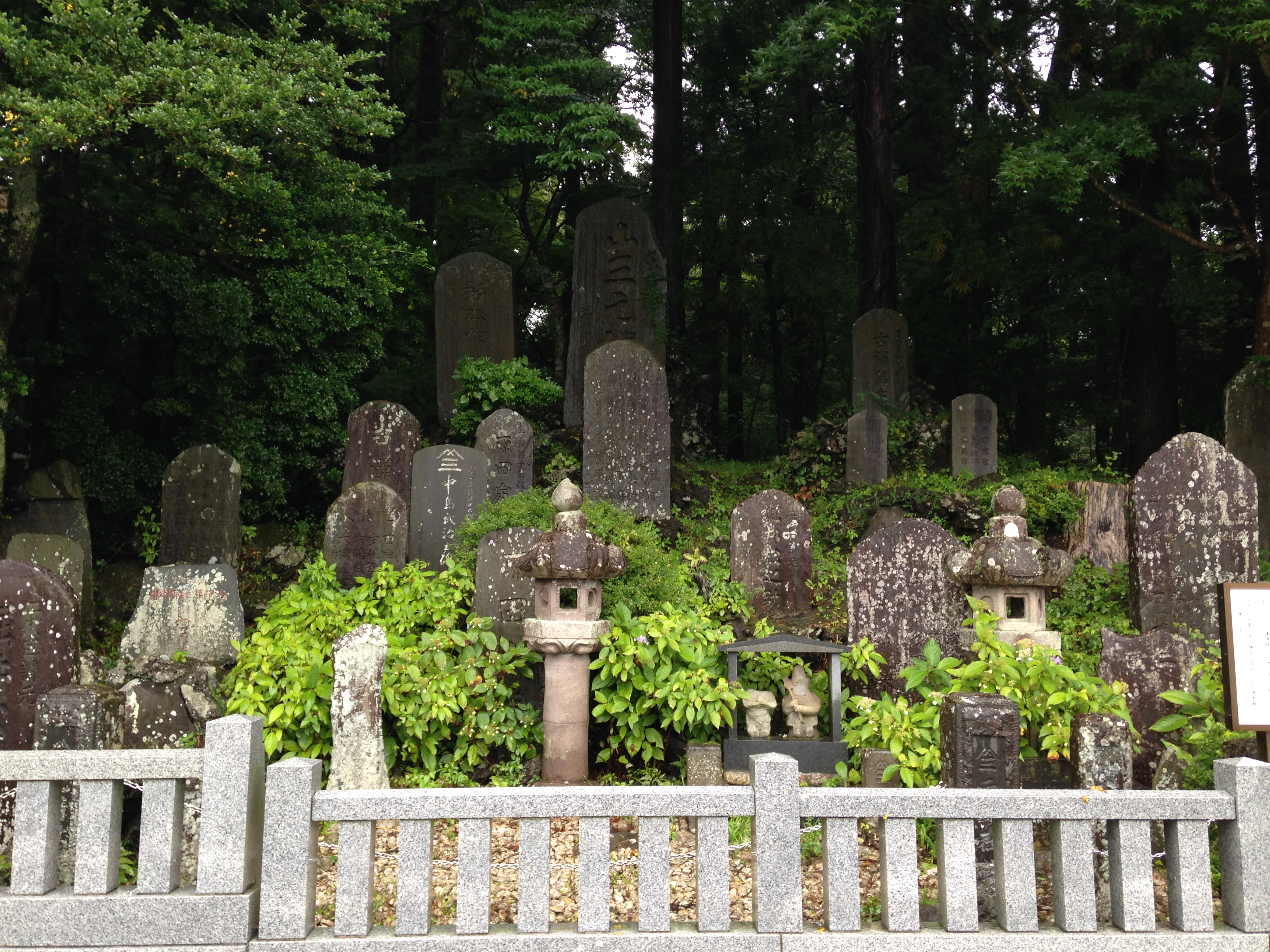
境内にある富士講の記念碑
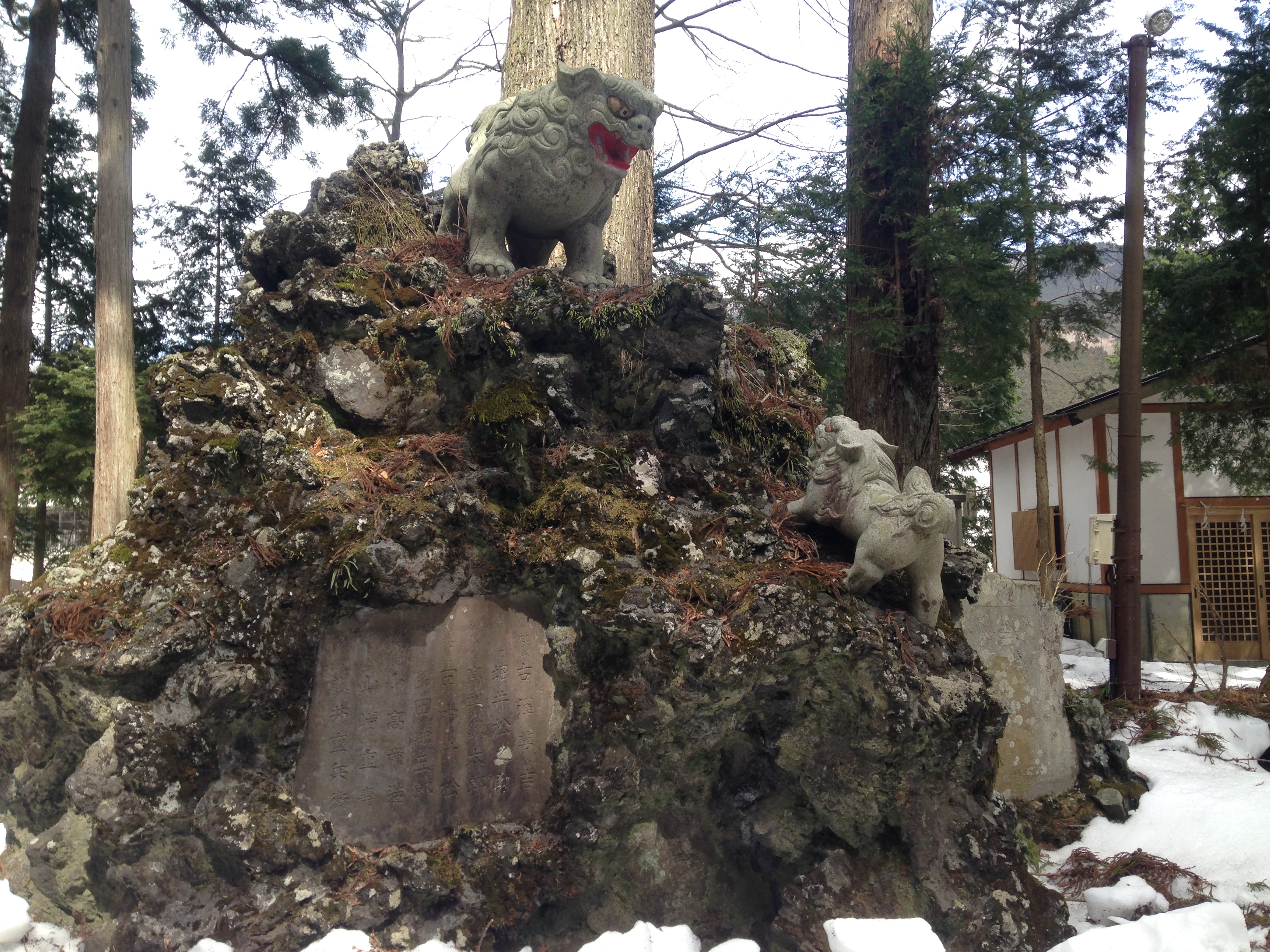
「獅子の子落とし」を模する富士塚の狛犬（阿形）
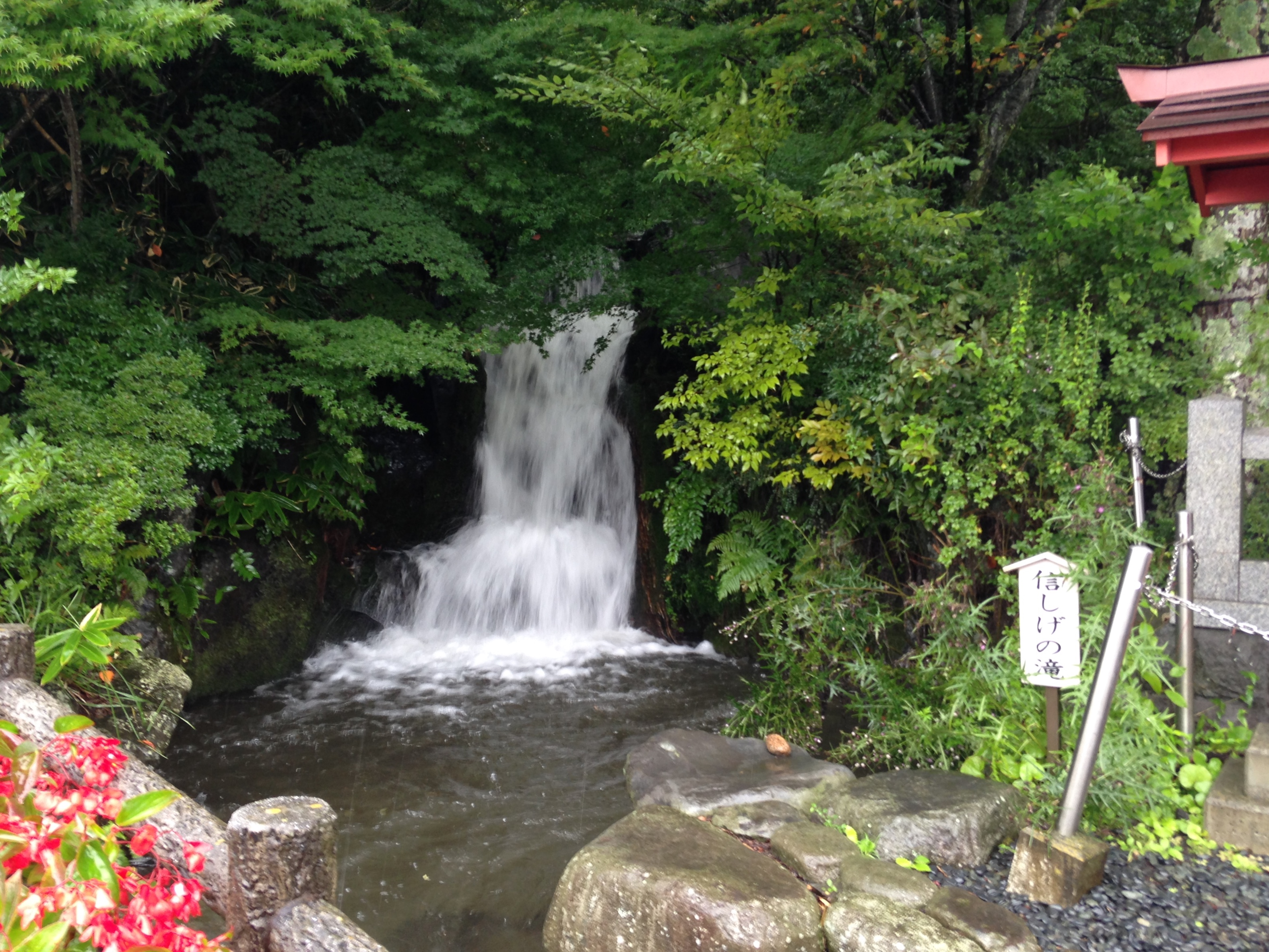
信しげの滝

- ハルニレの巨木 - 静岡県天然記念物に指定[2]
- 根上がりモミの木 - 小山町天然記念物に指定
- エゾヤマザクラ - 静岡県天然記念物に指定
- 社殿 - 小山町有形文化財（建造物）に指定

## 現地情報
所在地
静岡県駿東郡小山町須走126番地
交通アクセス
JR御殿場線より富士急行バス（富士学校･河口湖行）約20分
東富士五湖道路須走ICより車で約1分
東名高速道路御殿場ICより車で約25分